# La Rouge
La Rouge település Franciaországban, Orne megyében. Lakosainak száma 663 fő (2018. január 1.). La Rouge Saint-Agnan-sur-Erre, L'Hermitière, Mâle, Préaux-du-Perche, Saint-Hilaire-sur-Erre és Val-au-Perche községekkel határos.

## Népesség
A település népességének változása:
| Lakosok száma | 510  | 470  | 648  | 759  | 751  | 640  | 710  | 732  | 680  | 663  |
|               | 1962 | 1968 | 1975 | 1982 | 1990 | 2008 | 2013 | 2015 | 2017 | 2018 |